# Sokolovo, Dobrici
Sokolovo (în bulgară Соколово, în română Vulturești) este un sat în comuna Balcik, regiunea Dobrici, Dobrogea de Sud, Bulgaria. 
Între anii 1913-1940 a făcut parte din plasa Balcic a județului Caliacra, România.

## Demografie
Componența etnică a satului Sokolovo
     Turci (46%)
     Nicio identificare (4,66%)
     Bulgari (31,11%)
     Romi (15,66%)
     Altele (2,55%)
La recensământul din 2011, populația satului Sokolovo era de 900 locuitori. Nu există o etnie majoritară, locuitorii fiind turci (46%), bulgari (31,11%) și romi (15,66%). Pentru 4,66% din locuitori nu este cunoscută apartenența etnică.